# Rooms Katholieke Voetbal Vereniging Olympia
Rooms Katholieke Voetbal Vereniging Olympia é um clube de futebol surinamês sediado em Paramaribo no Suriname. Foi o primeiro campeão do Campeonato Nacional de Futebol.
Disputa o Campeonato Surinamês de Futebol.